# ترانه‌شناسی آلبوم‌های تیلور سوئیفت
تیلور سوئیفت خواننده-ترانه‌سرای آمریکایی است که ۱۱ آلبوم استودیویی اصلی، چهار آلبوم استودیویی ضبط مجدد، پنج آلبوم چندآهنگه (ئی‌پی)، و چهار آلبوم زنده منتشر کرده است. در دسامبر ۲۰۱۶، تخمین زده‌شده که با فروش بیش از ۵۰ میلیون آلبوم به‌طور جهانی، سوئیفت یکی از پرفروش‌ترین هنرمندان موسیقی است. به گزارش انجمن صنعت ضبط موسیقی ایالات متحده آمریکا (آرآی‌ای‌ای)، سوئیفت ۴۵ میلیون نسخه آلبوم معتبر در سراسر ایالات متحده فروخته است. او تا دسامبر ۲۰۱۹، ۳۷٫۳ میلیون نسخه آلبوم در ایالات متحده فروخته، همچنین ۳٫۳۴ میلیون نسخه آلبوم در انگلستان فروخته است.
در سال ۲۰۰۵، سوئیفت با امضا کردن قرارداد ضبطی با بیگ ماشین رکوردز حرفه‌اش را آغاز کرد و در سال بعد، نخستین آلبوم استودیویی‌اش را منتشر کرد. این آلبوم با ۱۵۷ هفته ماندگاری در بیلبورد ۲۰۰ تا دسامبر ۲۰۰۹، طولانی‌ترین زمان ماندگاری در جدول دهه ۲۰۰۰ را داشت. دومین آلبوم استودیویی‌اش، بی‌باک (۲۰۰۸)، موفقیتی تجاری بود. این آلبوم به‌مدت ۱۱ هفته در صدر بیلبورد ۲۰۰ قرار گرفت و تنها آلبوم از دهه ۲۰۰۰ بود که یک سال در ده‌تای برتر قرار می‌گرفت. آلبوم توسط انجمن صنعت ضبط موسیقی ایالات متحده آمریکا (آرآی‌ای‌ای) گواهی‌نامه الماس دریافت کرد. همچنین در استرالیا و کانادا در رتبه‌های برتر جدول قرار گرفت و بیش از ۱۲ میلیون نسخه در سراسر جهان فروخته است. سومین آلبوم استودیویی او، حالا صحبت کن (۲۰۱۰) — که صرفاً توسط سوئیفت نوشته شده است — شش هفته در صدر بیلبورد ۲۰۰ قرار داشت، همچنین در صدر جدول‌های استرالیا، کانادا و نیوزیلند قرار گرفت.
چهارمین آلبوم استودیویی سوئیفت، سرخ (۲۰۱۲)، تبدیل به نخستین آلبوم او با رتبه یک در بریتانیا شد. همچنین در استرالیا، کانادا، ایرلند، نیوزلند و ایالات متحده — که هفت هفته را در رتبه یک گذراند — در صدر جدول قرار گرفت. سوئیفت چهارمین آلبوم استودیویی رتبه یک‌اش در ایالات متحده را با ۱۹۸۹ (۲۰۱۴) به‌ثمر رساند، که ۱۱ هفته در صدر بیلبورد ۲۰۰ قرار گرفت و نه‌بار از آرآی‌ای‌ای گواهی‌نامه پلاتین دریافت کرد. در صدر جدول کشورهای دیگر شامل استرالیا، کانادا و نیوزیلند قرار گرفت، ۱۹۸۹ بیش از ۱۰ میلیون نسخه در سراسر جهان فروخته است. ششمین آلبوم استودیویی‌اش، اعتبار (۲۰۱۷)، چهارمین آلبوم متوالی‌اش بود که با فروش هفتگی یک میلیون نسخه به رتبه یک در بیلبورد ۲۰۰ می‌رسید. همین امر باعث شد سوئیفت اولین هنرمندی باشد که در چهار آلبوم با فروش بیش از یک میلیون نسخه در هفته اول داشته باشد. آلبوم چهار هفته در صدر جدول موسیقی قرار گرفت.
به‌دنبال انتشار اعتبار، سوئیفت بیگ ماشین را ترک کرد و با ناشر گروه موسیقی یونیورسال ریپابلیک رکوردز در سال ۲۰۱۸ قرارداد امضا کرد. هفتمین آلبوم استودیویی‌اش، معشوق (۲۰۱۷)، پرفروش‌ترین آلبوم استودیویی در سال ۲۰۱۹ در سراسر جهان بود. هشتمین آلبوم استودیویی سوئیفت، فولکلور (۲۰۲۰)، رکورد بیشترین میزان استریم آلبوم در روز اول توسط یک هنرمند زن در اسپاتیفای را شکست. فولکلور با گذراندن هشت هفته در صدر بیلبورد ۲۰۰، به سوئیفت کمک کرد تا مجموعاً ۴۸ هفته در صدر قرارگرفته باشد، و او را به هنرمند زن با بیشترین هفته‌های سپری‌شده در صدر جدول تبدیل کرد. نهمین آلبوم استودیویی‌اش، همیشگی (۲۰۲۰)، نخستین بار در صدر بیلبورد ۲۰۰ قرار گرفت. باتوجه به اینکه فولکلور پرفروش‌ترین آلبوم سال ۲۰۲۰ در ایالات متحده است، سوئیفت تبدیل به اولین هنرمندی شد که پنج‌بار آلبوم پرفروش یک سال تقویمی را در اختیار دارد (بی‌باک در سال ۲۰۰۸، ۱۹۸۹ در سال ۲۰۱۴، اعتبار در سال ۲۰۱۷، معشوق در سال ۲۰۱۹ و فولکلور در سال ۲۰۲۰). سوئیفت بی‌باک (نسخه تیلور) (۲۰۲۱) را منتشر کرد، نسخه دوباره ضبط‌شده بی‌باک اصلی، پس از اختلاف با بیگ ماشین بر سر حقوق مسترهای شش آلبوم اصلی قبلی او؛ این آلبوم در صدر بیلبورد ۲۰۰ آغاز به کار کرد، و تبدیل به تنها آلبوم دوباره ضبط‌شده شد که به صدر این جدول موسیقی می‌رسد و موجب شد تا سوئیفت تنها هنرمند زنی باشد که کمتر از یک سال سه آلبوم رتبه یک گردآوری کرده است.

## آلبوم‌های استودیویی
| تیلور سوئیفت                                                                  | - انتشار: ۲۴ اکتبر ۲۰۰۶ - ناشر: بیگ ماشین - فرمت‌ها: سی‌دی، دی‌وی‌دی، ال‌پی، دانلود دیجیتال، استریم        | ۵ | ۳۳ | ۱۴ | —  | —  | ۵۹ | ۵۳ | ۳۸ | —  | ۸۱ | - آمریکا: ۵٬۷۵۰٬۰۰۰ - بریتانیا: ۱۶۷٬۰۰۰                                                                          | - آمریکا: ۷× پلاتین - استرالیا: پلاتین - بریتانیا: طلا - کانادا: پلاتین |
| بی‌باک                                                                         | - انتشار: ۱۱ نوامبر ۲۰۰۸ - ناشر: بیگ ماشین - فرمت‌ها: سی‌دی، دی‌وی‌دی، ال‌پی، دانلود دیجیتال، استریم       | ۱ | ۲  | ۱  | ۲۳ | ۱۲ | ۷  | ۸  | ۱  | ۱۲ | ۵  | - جهانی: ۱۲٬۰۰۰٬۰۰۰ - آمریکا: ۷٬۲۱۰٬۰۰۰ - استرالیا: ۵۰۰٬۰۰۰ - بریتانیا: ۶۱۱٬۰۰۰                                  | - آمریکا: الماس - استرالیا: ۷× پلاتین - بریتانیا: ۲× پلاتین - ایرلند: ۲× پلاتین - کانادا: ۴× پلاتین - ژاپن: طلا - نیوزیلند: ۳× پلاتین                                             |
| حالا صحبت کن                                                                  | - انتشار: ۲۵ اکتبر ۲۰۱۰ - ناشر: بیگ ماشین - فرمت‌ها: سی‌دی، دی‌وی‌دی، ال‌پی، دانلود دیجیتال، استریم        | ۱ | ۱  | ۱  | ۲۶ | ۱۵ | ۶  | ۶  | ۱  | ۱۸ | ۶  | - جهانی: ۵٬۰۰۰٬۰۰۰ - آمریکا: ۴٬۷۱۰٬۰۰۰ - بریتانیا: ۲۴۲٬۰۰۰                                                       | - آمریکا: ۶× پلاتین - استرالیا: ۲× پلاتین - بریتانیا: طلا - ایرلند: طلا - کانادا: ۳× پلاتین - ژاپن: طلا - نیوزیلند: پلاتین                                                        |
| سرخ                                                                           | - انتشار: ۲۲ اکتبر ۲۰۱۲ - ناشر: بیگ ماشین - فرمت‌ها: سی‌دی، دی‌وی‌دی، ال‌پی، دانلود دیجیتال، استریم        | ۱ | ۱  | ۱  | ۳  | ۵  | ۱  | ۳  | ۱  | ۸  | ۱  | - جهانی: ۸٬۰۰۰٬۰۰۰ - آمریکا: ۴٬۴۹۰٬۰۰۰ - ژاپن: ۲۵۶٬۰۰۰ - بریتانیا: ۶۹۵٬۰۰۰                                       | - آمریکا: ۷× پلاتین - استرالیا: ۴× پلاتین - بریتانیا: ۲× پلاتین - آی‌اف‌پی‌آی دانمارک: طلا - ایرلند: پلاتین - کانادا: ۴× پلاتین - ژاپن: پلاتین - نیوزیلند: ۲× پلاتین - فرانسه: طلا   |
| ۱۹۸۹                                                                          | - انتشار: ۲۷ اکتبر ۲۰۱۴ - ناشر: بیگ ماشین - فرمت‌ها: سی‌دی، دی‌وی‌دی، ال‌پی، دانلود دیجیتال، استریم        | ۱ | ۱  | ۱  | ۲  | ۴  | ۱  | ۳  | ۱  | ۲۳ | ۱  | - جهانی: ۱۰٬۱۰۰٬۰۰۰ - آمریکا: ۶٬۲۵۰٬۰۰۰ - کانادا: ۵۴۲٬۰۰۰ - فرانسه: ۷۰٬۰۰۰ - ژاپن: ۲۶۸٬۰۰۰ - بریتانیا: ۱٬۲۵۹٬۰۰۰ | - آمریکا: ۹× پلاتین - استرالیا: ۹× پلاتین - بریتانیا: ۴× پلاتین - سوئد: طلا - آی‌اف‌پی‌آی دانمارک: پلاتین - کانادا: ۶× پلاتین - ژاپن: پلاتین - نیوزیلند: ۶× پلاتین - اسپانیا: پلاتین |
| اعتبار                                                                        | - انتشار: ۱۰ نوامبر ۲۰۱۷ - ناشر: بیگ ماشین - فرمت‌ها: سی‌دی، دی‌وی‌دی، ال‌پی، دانلود دیجیتال، کاست، استریم | ۱ | ۱  | ۱  | ۳  | ۲  | ۱  | ۳  | ۱  | ۲  | ۱  | - جهانی: ۴٬۵۰۰٬۰۰۰ - آمریکا: ۲٬۲۸۰٬۰۰۰ - کانادا: ۸۰٬۰۰۰ - فرانسه: ۱۳٬۰۰۰ - بریتانیا: ۳۸۰٬۰۰۰                     | - آمریکا: ۳× پلاتین - استرالیا: ۳× پلاتین - بریتانیا: پلاتین - سوئد: طلا - ژاپن: طلا - نیوزیلند: ۲× پلاتین                                                                        |
| معشوق                                                                         | - انتشار: ۲۳ اوت ۲۰۱۹ - ناشر: ریپابلیک - فرمت‌ها: سی‌دی، ال‌پی، دانلود دیجیتال، کاست، استریم             | ۱ | ۱  | ۱  | ۳  | ۲  | ۱  | ۳  | ۱  | ۱  | ۱  | - جهانی: ۳٬۲۰۰٬۰۰۰ - آمریکا: ۱٬۲۲۰٬۰۰۰ - کانادا: ۶۱٬۰۰۰ - فرانسه: ۲۱٬۰۰۰ - ژاپن: ۳۳٬۰۰۰ - بریتانیا: ۲۲۲٬۰۰۰      | - آمریکا: ۲× پلاتین - استرالیا: ۲× پلاتین - بریتانیا: طلا - آی‌اف‌پی‌آی دانمارک: طلا - نیوزیلند: پلاتین                                                                              |
| فولکلور                                                                       | - انتشار: ۲۴ ژوئیه ۲۰۲۰ - ناشر: ریپابلیک - فرمت‌ها: سی‌دی، ال‌پی، دانلود دیجیتال، کاست، استریم           | ۱ | ۱  | ۱  | ۱  | ۵  | ۱  | ۱۰ | ۱  | ۳  | ۱  | - جهانی: ۲٬۰۰۰٬۰۰۰ - آمریکا: ۱٬۳۸۷٬۰۰۰                                                                           | - آمریکا: پلاتین - استرالیا: طلا - بریتانیا: طلا - نیوزیلند: پلاتین |
| همیشگی                                                                        | - انتشار: ۱۱ دسامبر ۲۰۲۰ - ناشر: ریپابلیک - فرمت‌ها: سی‌دی، ال‌پی، دانلود دیجیتال، کاست، استریم          | ۱ | ۱  | ۱  | ۲  | ۵  | ۲  | ۱۶ | ۱  | ۳  | ۱  | - آمریکا: ۳۹۴٬۰۰۰                                                                                                | - بریتانیا: طلا - کانادا: طلا - نیوزیلند: طلا |
| نیمه‌شب‌ها                                                                      | - انتشار: ۲۱ اکتبر ۲۰۲۲ - ناشر: ریپابلیک - فرمت‌ها: سی‌دی، ال‌پی، دانلود دیجیتال، کاست، استریم           | ۱ | ۱  | ۱  | ۱  | ۱  | ۱  | ۷  | ۱  | ۱  | ۱  | - آمریکا: ۱٬۸۰۰٬۰۰۰ - بریتانیا: ۱۳۷٬۶۱۵                                                                          | - آمریکا: ۲× پلاتین - استرالیا: ۳× پلاتین - بریتانیا: ۲× پلاتین - دانمارک: ۲× پلاتین - کانادا: ۲× پلاتین - نیوزیلند: ۴× پلاتین                                                    |
| دپارتمان شاعران رنج‌کشیده                                                      | - انتشار: ۱۹ آوریل ۲۰۲۴ - ناشر: ریپابلیک - فرمت‌ها: سی‌دی، ال‌پی، دانلود دیجیتال، کاست، استریم           | ۱ | ۱  | ۱  | ۱  | ۱  | ۱  | ۴  | ۱  | ۱  | ۱  | - آمریکا: ۱٬۹۱۴٬۰۰۰                                                                                              | - بریتانیا: طلا - اسپانیا: پلاتین - نیوزیلند: پلاتین |
| نشانهٔ «—» مواردی را نشان می‌دهد که در آن کشور منتشر نشده یا به جدول نرسیده‌اند. | |   |    |    |    |    |    |    |    |    |    | | |

### ضبط‌های مجدد
| عنوان                     | اطلاعات آلبوم                                                                                | موقعیت آلبوم در جدول‌ها | موقعیت آلبوم در جدول‌ها | موقعیت آلبوم در جدول‌ها | موقعیت آلبوم در جدول‌ها | موقعیت آلبوم در جدول‌ها | موقعیت آلبوم در جدول‌ها | موقعیت آلبوم در جدول‌ها | موقعیت آلبوم در جدول‌ها | موقعیت آلبوم در جدول‌ها | موقعیت آلبوم در جدول‌ها | فروش                               | گواهی‌نامه‌ها                                                                               |
| عنوان                     | اطلاعات آلبوم                                                                                | آمریکا                 | استرالیا               | کانادا                 | دانمارک                | ایرلند                 | نیوزیلند               | نروژ                   | اسپانیا                | سوئد                   | بریتانیا               | فروش                               | گواهی‌نامه‌ها                                                                               |
| ------------------------- | -------------------------------------------------------------------------------------------- | ---------------------- | ---------------------- | ---------------------- | ---------------------- | ---------------------- | ---------------------- | ---------------------- | ---------------------- | ---------------------- | ---------------------- | ---------------------------------- | ----------------------------------------------------------------------------------------- |
| بی‌باک (نسخه تیلور)        | - انتشار: ۹ آوریل ۲۰۲۱ - ناشر: ریپابلیک - فرمت‌ها: سی‌دی، ال‌پی، دانلود دیجیتال، کاست، استریم   | ۱                      | ۱                      | ۱                      | ۸                      | ۱                      | ۱                      | ۲                      | ۳                      | ۱۷                     | ۱                      | - آمریکا: ۷۳۷٬۰۰۰ - کانادا: ۱۸٬۰۰۰ | - استرالیا: طلا - بریتانیا: طلا - نیوزیلند: پلاتین                                        |
| سرخ (نسخه تیلور)          | - انتشار: ۱۲ نوامبر ۲۰۲۱ - ناشر: ریپابلیک - فرمت‌ها: سی‌دی، ال‌پی، دانلود دیجیتال، کاست، استریم | ۱                      | ۱                      | ۱                      | ۳                      | ۱                      | ۱                      | ۱                      | ۳                      | ۸                      | ۱                      | - آمریکا: ۹۵۰٬۰۰۰ - کانادا: ۲۴٬۰۰۰ | - استرالیا: پلاتین - بریتانیا: پلاتین - دانمارک: طلا - اسپانیا: طلا - نیوزیلند: ۲× پلاتین |
| حالا صحبت کن (نسخه تیلور) | - انتشار: ۷ ژوئیه ۲۰۲۳ - ناشر: ریپابلیک - فرمت‌ها: سی‌دی، ال‌پی، دانلود دیجیتال، کاست، استریم   | ۱                      | ۱                      | ۱                      | ۶                      | ۱                      | ۱                      | ۲                      | ۱                      | ۱                      | ۱                      | - آمریکا: ۷۵۵٬۰۰۰                  | - استرالیا: طلا - بریتانیا: طلا - نیوزیلند: طلا                                           |
| ۱۹۸۹ (نسخه تیلور)         | - انتشار: ۲۷ اکتبر ۲۰۲۳ - ناشر: ریپابلیک - فرمت‌ها: سی‌دی، ال‌پی، دانلود دیجیتال، کاست، استریم  | ۱                      | ۱                      | ۱                      | ۱                      | ۱                      | ۱                      | ۱                      | ۱                      | ۱                      | ۱                      | - آمریکا: ۱٬۳۵۹٬۰۰۰                | - بریتانیا: طلا - اسپانیا: طلا - نیوزیلند: طلا                                            |

## آلبوم‌های زنده
| تور جهانی حالا صحبت کن – زنده                                                 | - انتشار: ۱۱ نوامبر ۲۰۱۱ - ناشر: بیگ ماشین - فرمت‌ها: دانلود دیجیتال، سی‌دی و دی‌وی‌دی، سی‌دی و بلوری | ۱۱ | ۱۶ | ۲۵ | ۲۸ | - یک آلبوم زنده/ویدئویی شامل اجراهای زنده تور جهانی حالا صحبت کن سوئیفت، از جمله ترانه‌های اصلی و بازخوانی ترانه‌هایی مانند «قطره‌های مشتری» و «چشم‌های بتی دیویس» است. این آلبوم بیش از ۳۶۸٬۰۰۰ نسخه در ایالات متحده تا ژوئیه ۲۰۱۹ فروخته است. |
| زنده از کانال کیلیر جداشده ۲۰۰۸                                               | - انتشار: ۲۳ آوریل ۲۰۲۰ - ناشر: بیگ ماشین - فرمت‌ها: دانلود دیجیتال، استریم                       | —  | —  | —  | —  | - یک آلبوم زنده شامل آهنگ‌هایی است که در سال ۲۰۰۸ سوئیفت برای تبلیغ آلبومش بی‌باک در وب‌سایت‌های کانال کیلیر انجام داده است. این ضبط بدون تأیید سوئیفت منتشر شد، او در بیانیه‌ای در رسانه‌های اجتماعی آن را غیرقانونی دانست.                      |
| فولکلور: جلسه‌های استودیوی لانگ پاند (از ویژه دیزنی+)                          | - انتشار: ۲۴ نوامبر ۲۰۲۰ - ناشر: ریپابلیک - فرمت‌ها: دانلود دیجیتال، استریم                       | —  | —  | —  | —  | - یک آلبوم زنده/موسیقی متن از ضبط‌های فولکلور: جلسه‌های استودیوی لانگ پاند. در این آلبوم دو مجموعه وجود دارد؛ ضبط‌های زنده مجموعه دوم را تشکیل می‌دهند، در حالی که آلبوم اصلی مجموعه اول را شامل می‌شود.                                         |
| نشانهٔ «—» مواردی را نشان می‌دهد که در آن کشور منتشر نشده یا به جدول نرسیده‌اند. |                                                                                                  |    |    |    |    | |

## آلبوم‌های گردآوری‌شده
| عنوان                                        | اطلاعات آلبوم                                                     | یادداشت‌ها |
| -------------------------------------------- | ----------------------------------------------------------------- | --- |
| کالکشن کامل آلبوم‌ها                          | - انتشار: ۲۲ نوامبر ۲۰۱۳ (اروپا) - ناشر: یونیورسال - فرمت‌ها: سی‌دی | - یک کلکسیون جعبه‌ای از پنج آلبوم سوئیفت: چهار آلبوم استودیویی اول—تیلور سوئیفت، بی‌باک، حالا صحبت کن، سرخ؛ و یک آلبوم زنده—تور جهانی حالا صحبت کن – زنده. منتشرشده در آلمان. |
| فهرست آهنگ‌های سورپرایزی تور استادیومی اعتبار | - انتشار: ۳۰ نوامبر ۲۰۱۸ - ناشر: بیگ ماشین - فرمت‌ها: استریم       | - یک آلبوم گردآوری‌شده (تنها منتشرشده برای سرویس‌های استریم) که شامل تمام «آهنگ‌های سورپرایزی» است که سوئیفت در تور استادیومی اعتبار خود اجرا کرده است.                        |

## آلبوم‌های چندآهنگه
| عنوان                                                                         | اطلاعات ای‌پی                                                                     | موقعیت                                            | موقعیت                                            | فروش                                              | گواهی‌نامه‌ها                                       |
| عنوان                                                                         | اطلاعات ای‌پی                                                                     | آمریکا                                            | ژاپن                                              | فروش                                              | گواهی‌نامه‌ها                                       |
| ----------------------------------------------------------------------------- | -------------------------------------------------------------------------------- | ------------------------------------------------- | ------------------------------------------------- | ------------------------------------------------- | ------------------------------------------------- |
| مجموعه تعطیلات تیلور سوئیفت                                                   | - انتشار: ۱۴ اکتبر ۲۰۰۷ - ناشر: بیگ ماشین - فرمت‌ها: سی‌دی، دانلود دیجیتال، استریم | ۲۰                                                | ۷۶                                                | - آمریکا: ۱٬۰۸۰٬۰۰۰                               | - آمریکا: پلاتین                                  |
| راپسودی اوریجینالز                                                            | - انتشار: نوامبر ۲۰۰۷ - ناشر: بیگ ماشین - فرمت‌ها: دانلود دیجیتال                 | —                                                 | —                                                 |                                                   |                                                   |
| آی‌تیونز زنده از سوهو                                                          | - انتشار: ۱۵ ژانویه ۲۰۰۸ - ناشر: بیگ ماشین - فرمت‌ها: دانلود دیجیتال، استریم      | —                                                 | —                                                 |                                                   |                                                   |
| چشم‌های زیبا                                                                   | - انتشار: ۱۵ ژوئیه ۲۰۰۸ - ناشر: بیگ ماشین - فرمت‌ها: سی‌دی، دانلود دیجیتال، استریم | ۹                                                 | —                                                 | - آمریکا: ۳۵۹٬۰۰۰                                 |                                                   |
| تک‌آهنگ‌های اسپاتیفای                                                           | - انتشار: ۱۳ آوریل ۲۰۱۸ - ناشر: بیگ ماشین - فرمت‌ها: استریم                       | —                                                 | —                                                 |                                                   |                                                   |
| فولکلور: فصل فرار                                                             | - انتشار: ۲۱ اوت ۲۰۲۰ - ناشر: ریپابلیک - فرمت‌ها: استریم                          | داده‌های جدول‌ها با فولکلور ترکیب شده‌اند            | داده‌های جدول‌ها با فولکلور ترکیب شده‌اند            | داده‌های جدول‌ها با فولکلور ترکیب شده‌اند            | داده‌های جدول‌ها با فولکلور ترکیب شده‌اند            |
| فولکلور: فصل شب‌های بی‌خوابی                                                    | - انتشار: ۲۴ اوت ۲۰۲۰ - ناشر: ریپابلیک - فرمت‌ها: استریم                          | داده‌های جدول‌ها با فولکلور ترکیب شده‌اند            | داده‌های جدول‌ها با فولکلور ترکیب شده‌اند            | داده‌های جدول‌ها با فولکلور ترکیب شده‌اند            | داده‌های جدول‌ها با فولکلور ترکیب شده‌اند            |
| فولکلور: فصل خانه سالت‌باکس                                                    | - انتشار: ۲۷ اوت ۲۰۲۰ - ناشر: ریپابلیک - فرمت‌ها: استریم                          | داده‌های جدول‌ها با فولکلور ترکیب شده‌اند            | داده‌های جدول‌ها با فولکلور ترکیب شده‌اند            | داده‌های جدول‌ها با فولکلور ترکیب شده‌اند            | داده‌های جدول‌ها با فولکلور ترکیب شده‌اند            |
| فولکلور: فصل آره من در مهمانیت حاضر شدم                                       | - انتشار: ۲۱ سپتامبر ۲۰۲۰ - ناشر: ریپابلیک - فرمت‌ها: استریم                      | داده‌های جدول‌ها با فولکلور ترکیب شده‌اند            | داده‌های جدول‌ها با فولکلور ترکیب شده‌اند            | داده‌های جدول‌ها با فولکلور ترکیب شده‌اند            | داده‌های جدول‌ها با فولکلور ترکیب شده‌اند            |
| درخت بید (کالکشن جادوگر)                                                      | - انتشار: ۱۶ دسامبر ۲۰۲۰ - ناشر: ریپابلیک - فرمت‌ها: استریم                       | داده‌های جدول‌ها با همیشگی ترکیب شده‌اند             | داده‌های جدول‌ها با همیشگی ترکیب شده‌اند             | داده‌های جدول‌ها با همیشگی ترکیب شده‌اند             | داده‌های جدول‌ها با همیشگی ترکیب شده‌اند             |
| فصل «هنگام رقصیدن دستت را رها کردم»                                           | - انتشار: ۲۱ ژانویه ۲۰۲۱ - ناشر: ریپابلیک - فرمت‌ها: استریم                       | داده‌های جدول‌ها با فولکلور و همیشگی ترکیب شده‌اند   | داده‌های جدول‌ها با فولکلور و همیشگی ترکیب شده‌اند   | داده‌های جدول‌ها با فولکلور و همیشگی ترکیب شده‌اند   | داده‌های جدول‌ها با فولکلور و همیشگی ترکیب شده‌اند   |
| فصل «برای همیشه شیرین‌ترین فریبکاری‌ست»                                         | - انتشار: ۲۸ ژانویه ۲۰۲۱ - ناشر: ریپابلیک - فرمت‌ها: استریم                       | داده‌های جدول‌ها با فولکلور و همیشگی ترکیب شده‌اند   | داده‌های جدول‌ها با فولکلور و همیشگی ترکیب شده‌اند   | داده‌های جدول‌ها با فولکلور و همیشگی ترکیب شده‌اند   | داده‌های جدول‌ها با فولکلور و همیشگی ترکیب شده‌اند   |
| فصل «ناهار خانم‌ها»                                                            | - انتشار: ۴ فوریه ۲۰۲۱ - ناشر: ریپابلیک - فرمت‌ها: استریم                         | داده‌های جدول‌ها با فولکلور و همیشگی ترکیب شده‌اند   | داده‌های جدول‌ها با فولکلور و همیشگی ترکیب شده‌اند   | داده‌های جدول‌ها با فولکلور و همیشگی ترکیب شده‌اند   | داده‌های جدول‌ها با فولکلور و همیشگی ترکیب شده‌اند   |
| بی‌باک (نسخه تیلور): فصل نیمه‌راه بیرون در                                      | - انتشار: ۱۳ مه ۲۰۲۱ - ناشر: ریپابلیک - فرمت‌ها: استریم                           | داده‌های جدول‌ها با بی‌باک (نسخه تیلور) ترکیب شده‌اند | داده‌های جدول‌ها با بی‌باک (نسخه تیلور) ترکیب شده‌اند | داده‌های جدول‌ها با بی‌باک (نسخه تیلور) ترکیب شده‌اند | داده‌های جدول‌ها با بی‌باک (نسخه تیلور) ترکیب شده‌اند |
| نشانهٔ «—» مواردی را نشان می‌دهد که در آن کشور منتشر نشده یا به جدول نرسیده‌اند. |                                                                                  |                                                   |                                                   |                                                   |                                                   |